# Mira (stea)
Mira, cunoscută și ca Omicron Ceti (ο Ceti, ο Cet), este o stea gigantă roșie despre care se estimează că se află la 200-400 ani-lumină în constelația Balena. Mira este un sistem binar format din giganta roșie Mira A și Mira B. Mira A este și stea variabilă oscilantă și a fost prima stea variabilă descoperită care nu este și supernovă, cu excepția probabilă a stelei Algol. În afară de neobișnuita stea Eta Carinae, Mira este cea mai strălucitoare stea variabilă periodică de pe cer, care nu este vizibilă cu ochiul liber în timpul unei părți a ciclului său. 

## Nomenclatură
ο Ceti (latinizat în Omicron Ceti) este denumirea Bayer a stelei. Ea a fost numită Mira (în latină „minunata” sau „surprinzătoarea”) de către Johannes Hevelius în lucrarea sa Historiola Mirae Stellae in Collo Ceti (1662).
Mira este numele propriu al stelei care a fost aprobat de către Uniunea Astronomică Internațională la 20 iulie 2016.

## Istoric al observațiilor

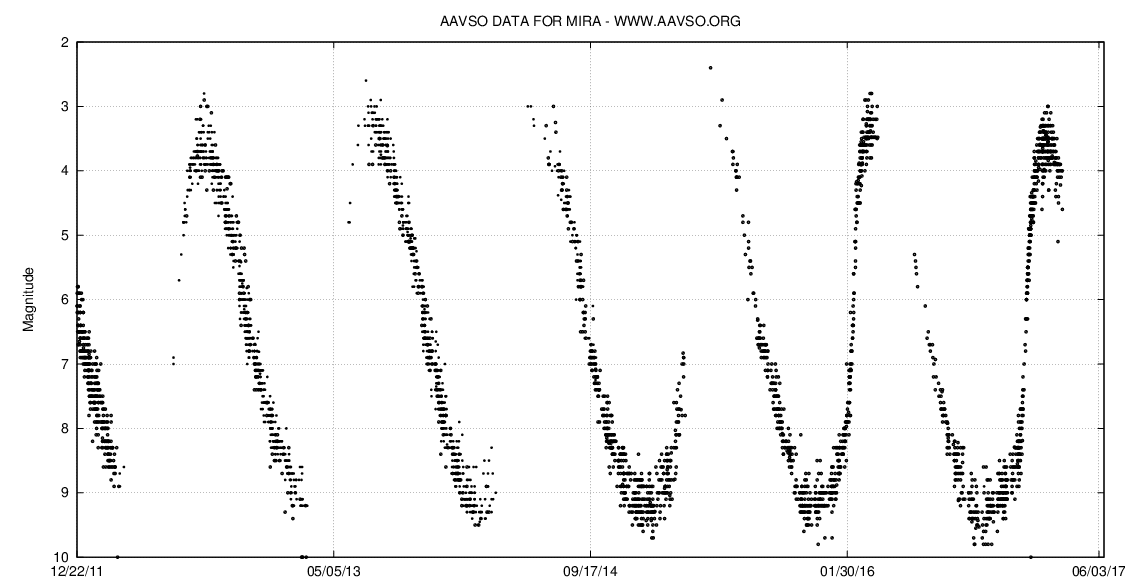
Curbă de lumină visibilă a stelei Mira, produsă utilizând o unealtă generatoare de curbă de lumină a AAVSO.

Se pare că variabilitatea stelei Mira era cunoscută în vechea Chină, Babilon sau în Grecia Antică. Ceea ce este sigur este că această variabilitate a fost observată de către astronomul David Fabricius începând din 3 august 1596. Observând ce credea el că este planeta Mercur, el avea nevoie de o stea de referință pentru a compara pozițiile și a ales o stea cu magnitudinea 3 neremarcată anterior. Totuși, la 21 august, ea crescuse cu o magnitudine, apoi în octombrie ea a descrescut din nou. Fabricius a presupus că era o novă, dar a revenit la 16 februarie 1609.

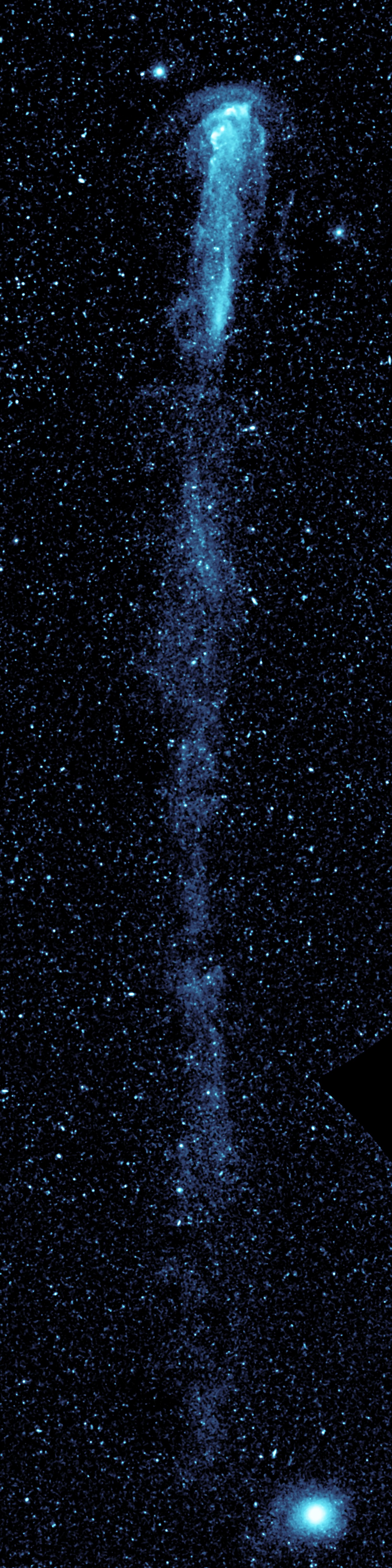
Coada observată de telescopul GALEX.

În 2007, observații au arătat prezența unui disc protoplanetar în jurul companionului Mira B. Discul rezultă dintr-o acreție de materiale provenind din vântul stelar al stelei Mira A și din acesta ar putea rezulta crearea de planete. Aceste observații au sugerat de asemenea că Mira B era mai probabil o stea din secvența principală de circa 0,7 din masa solară și de tipul spectral K, mai degrabă decât o pitică albă cum se credea până atunci. Totuși noi studii din 2010 par să dovedească faptul că Mira B este chiar o pitică albă.
Studii în ultraviolet cu telescopul spațial GALEX (Galaxy Evolution Explorer) al NASA au scos în evidență faptul că steaua pierde materie din anvelopa sa externă, creând o coadă de 13 ani-lumină, care s-ar fi format în ultimii 30.000 de ani. Se crede că „arcul de șoc”, și el vizibil în ultraviolet, de plasmă-gaz compresat și cald rezultând din deplasarea foarte rapidă a stelei Mira prin mediul său înconjurător (130 km/s) este cauza acestei pierderi de materie.

## Distanță
Distanța la care se află este incertă, estimările dinainte de misiunea Hipparcos au stabilit o valoare de aproximativ 220 de ani-lumină, în timp ce datele Hipparcos sugerează o distanță de 418 de ani-lumină, deși cu o marjă de eroare de ~14%.